# Walton-on-the-Naze
Walton-sous-le-Nase est une petite ville d'Angleterre, dans le comté d'Essex. C'est une station balnéaire au bord de la mer du Nord, dont la population permanente est d'environ 6 000 habitants.

## Géographie
La ville est au nord de Clacton et au sud du port de Harwich. Elle touche à Frinton-on-Sea au sud et fait partie de la paroisse de Frinton et Walton. C'est une ville résidentielle de bord de mer, avec une population permanente d'environ 6 000 habitants. Le « Naze » et la jetée attirent de nombreux visiteurs.
D'abord appelée Eadolfenaesse, la paroisse a ensuite pris le nom de Walton-le-Soken. « Walton » est un nom courant signifiant « ferme ou village de Bretons » tandis que « Soken » désigne le « soke », une aire de juridiction spéciale qui comprend Thorpe, Kirby et Walton, qui ne dépendent pas de Londres mais du chapitre de la cathédrale Saint-Paul.
Walton a un poste de garde-côtes et un centre de sauvetage, organisant les secours de Southwold à Herne Bay.
La gare de Walton-sous-le-Nase est sur un embranchement de la Sunshine Coast Line. On trouve de nombreux fossiles sur la côte.
Certains rochers sont datés de 50 millions d'années.

## Le «Naze»
« Naze » vient du vieil anglais næss (ness, promontoire, point de vue). En 1722, Daniel Defoe mentionne la ville, il l'appelle « Walton, sous le Nase ».
Le « Naze » est une péninsule au nord de la ville. C'est un lieu important pour les oiseaux migrateurs, une petite réserve y a été créée. Les mares de Hamford Water derrière la ville présentent aussi un intérêt zoologique avec l'hivernage de canards sauvages et d'oies (Bernaches cravant). De nombreux observateurs d'oiseaux fréquentent les lieux aux époques de migration.
La tour Hanovrienne (la Naze Tower) : au début, c'était un point de repère pour la navigation sur cette côte uniforme.

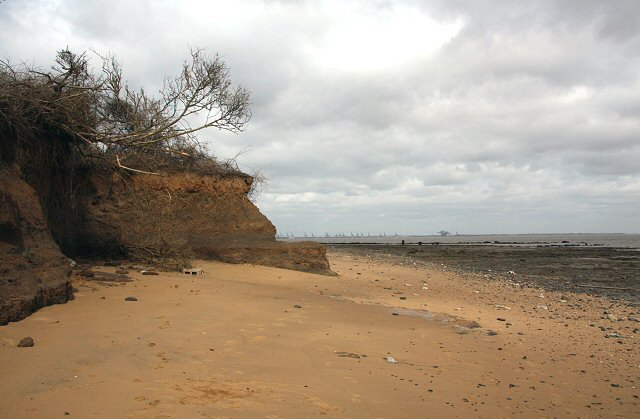
Érosion de la falaise.

 La « Red Crag » s'est érodée plus vite que la couche de sédiments au-dessous d'argile de Londres (London clay base).
À l'origine, Walton était un village d'agriculteurs à l'intérieur des terres, à plusieurs kilomètres de la côte. Au fil du temps, de grandes quantités de terre ont été perdues par effet des marées. Le village médiéval de Walton se trouve maintenant à une quinzaine de kilomètres au large, avec son église, disparue en juillet 1798. Son dernier service a eu lieu le 22 juillet 1798. Cette perte de terres au profit de la mer est représentée dans une stalle du Canon dans la cathédrale Saint-Paul, avec l'inscription « Consumpta per Mare ».
Le « Naze » continue de s'éroder rapidement, au rythme de deux mètres par an environ, menaçant la tour et la vie des animaux sauvages. La « Naze Protection Society » a été constituée, au départ, pour organiser le contrôle de l'érosion. Les études et les travaux réalisés ont servi de modèle pour la protection des côtes. La tour devrait disparaître dans les 50 ans, tout comme les travaux défensifs mis en place lors de la Seconde Guerre mondiale, qui sont encore visibles sur la plage.
Les falaises elles-mêmes présentent un intérêt scientifique. Leur base d'argile de Londres (de 54 millions d'années) est recouverte d'une couche (de 2 millions d'années) de sables, de Red Crag. Ces dépôts sableux contiennent de nombreux fossiles comprenant des bivalves et des coquilles de gastéropodes, des dents de requins et des os de baleines. La base en « clay » est considérée comme un des meilleurs sites pour les fossiles pyritisés (surtout du bois) et pour les ossements d'oiseaux qui sont très rares.

## Climat
Comme toutes les îles britanniques, Walton-sous-le-Nase a un climat océanique avec un peu plus d'influence maritime due à la proximité de la mer.

## La jetée de Walton
La jetée d'origine a été construite en 1830, une des premières de la région. Elle a servi au débarquement des marchandises et des passagers et mesurait au départ 300 mètres de long. Elle fut ensuite étendue à 800 mètres. Le quai a été fortement endommagé par une tempête en janvier 1871. Une nouvelle jetée fut mise en service en 1880, mais n'a pas tenu.
En 1895, la compagnie de l'hôtel et de la jetée de Walton-sous-le-Nase (alors propriétaire de la jetée) construit un nouvel ouvrage de 500 m plus long que l'original. Plusieurs extensions ont amené sa longueur à 2 600 m, faisant de cette jetée la troisième plus longue du Royaume-Uni. Depuis sa mise en service en 1895, un tramway électrique emmène les passagers jusqu'au bout de la jetée. Ce système est resté en place jusqu'en 1935, année où un transport par batterie fut installé. En 1945, le feu endommage la jetée et le transport est remplacé par une locomotive diesel qui restera jusqu'aux années 1970.

## Mémorial de guerre
Ce monument peu courant remémore la chute de l'équipage d'un Halifax qui a trouvé la mort sur le « Naze ». Il rappelle aussi Herbert George Columbine à qui fut décernée la VC et qui a donné son nom au centre de loisirs local ; ainsi que les disparus du HMS Conquest pendant la Première Guerre mondiale.

## Personnalités locales
- Frank Paton, artiste, habita Walton-sous-le-Nase peu avant sa mort en 1909.

## Administration
Quoique la paroisse dépende de Frinton et Walton, une circonscription électorale portant le nom de Walton subsiste encore. Au recensement de 2011, la population du secteur était de 4 372 habitants.

## Références culturelles

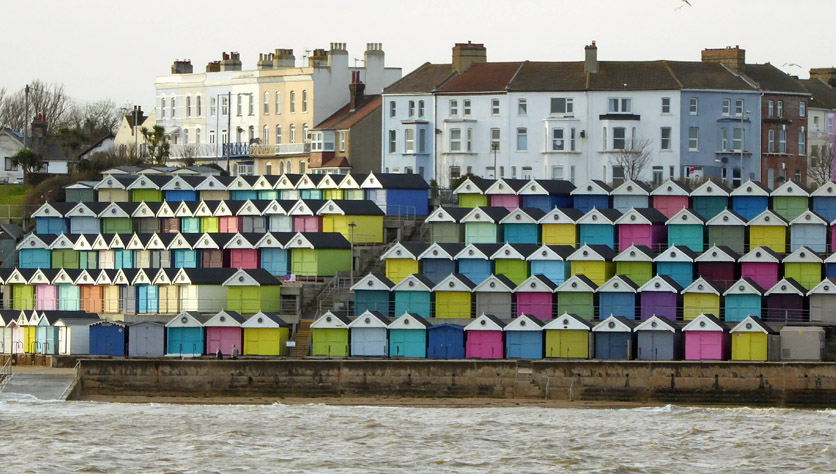
Cabanes de plages de Walton-on-the-Naze